# Hannes Neuner
Hannes Neuner (* 27. August 1906 in Schweinheim bei Aschaffenburg; † 25. April 1978 in Stuttgart), eigentlich Hans Ferdinand Neuner, war ein deutscher Grafiker, Fotografiker, Zeichner, Maler, Bildhauer, Glasmaler und Hochschullehrer an der Staatlichen Schule für Kunst und Handwerk in Saarbrücken (1949–1953) sowie an der Staatlichen Akademie der Bildenden Künste Stuttgart (1953–1969).

## Leben
Hannes Neuner wurde als drittes von zehn Kindern des Ehepaares Nikolaus Neuner und Babette, geb. Gartenlöhner geboren. Die Familie zog im August 1918 nach Aschaffenburg und Nikolaus Neuner eröffnete ein Tünchergeschäft in der Betgasse 15.
1922 begann Hannes Neuner mit dem Grafik-Studium an der Kunstgewerbeschule Offenbach am Main, um 1923 an die Städelschule in Frankfurt am Main zu wechseln, wo Hans Leistikow und Willi Baumeister seine Lehrer wurden. 1929 setzte er auf Baumeisters Rat hin sein Studium am Bauhaus in Dessau fort. Dort besuchte er den Unterricht von Josef Albers, Wassily Kandinsky, Joost Schmidt und Walter Peterhans, dessen Assistent er für kurze Zeit war. Von 1931 bis 1933 war er Mitarbeiter von Herbert Bayer im Studio Dorland in Berlin, anschließend Assistent von László Moholy-Nagy bis zu dessen Emigration 1934.
Im September 1933 heiratete er Eve Kayser (1914–1979), die älteste Tochter des Harmonikers Hans Kayser und Schülerin von Johannes Itten in Berlin.
Mitte der 1930er Jahre gründete er zusammen mit seinem Bruder Hein in Berlin eine Grafik-Agentur. In diese Zeit fallen die ersten Hinweise auf seine Mitarbeit an der in ihrem visuellen Erscheinungsbild insbesondere durch Herbert Bayer geprägten Lifestyle-Illustrierten die neue linie, die nicht „nur die ästhetischen Ideale der Bauhaus-Moderne“ reflektiert, sondern „auch einen guten Einblick in die Befindlichkeiten ausgangs der Weimarer Republik und in den Alltag unter dem Nazi-Regime“ vermittelt (Patrick Rössler). Von 1934 bis 1942 führte Neuner unter dem Namen Hans Ferdinand Neuner insgesamt elf Umschlagbilder (davon sechs nach Kriegsausbruch) aus, neben von der aktuellen Forschung als besonders gelungen, ja „faszinierend“ bezeichneten Beispielen und dem zu propagandistischen Zwecken aufwändigen Olympia-Heft (August 1936, zusammen mit Hein Neuner) auch so martialisch-heroisierende Cover umfassend wie das Mai-Heft 1940, das zweite „Italienheft“ (August 1940) und das „Soldaten-Heft“ (September 1941).
1943 musste Neuner Berlin verlassen (ausgebombt) und kehrte im Oktober in das Haus seines Vaters in Aschaffenburg zurück. 1946 übersiedelte der „Kunstmaler“ zu freiem künstlerischem Schaffen in die Altenbachsmühle in Ortsnähe Obernaus, die er von Nikolaus Staudt erworben hatte und mit seinem Bruder Ruppert, ebenfalls Kunstmaler, teilte. 1949 folgte er einem Ruf an die Staatliche Schule für Kunst und Handwerk in Saarbrücken für das Lehrgebiet Werbegrafik und führte dort in Verbindung mit Otto Steinert die Fotografik ein. 1953 erhielt er eine Professur an der Staatlichen Akademie der Bildenden Künste Stuttgart und wirkte dort, zunächst als Leiter einer Klasse für Allgemeine künstlerische Ausbildung, ab 1967 als Leiter einer neuerrichteten Fachklasse für Malen und Zeichnen, erfolgreich bis zu seinem aus Krankheitsgründen vorzeitig erfolgten Eintritt in den Ruhestand im Jahre 1969.
1962 gestaltete Neuner „Kunst am Bau“ mit der farbigen Glasfront in der neu erbauten Kirche in Obernau.  Andere Werke entstanden für die Kirche in Wambach. Auch sein Sohn Burkard zeichnet sich durch Beton-Glas-Arbeiten als bildender Künstler aus. Gemeinsam schufen sie das Altarbild Die Fuge in der Pfarrkirche „Zur Heiligen Familie“ in Karlstadt.

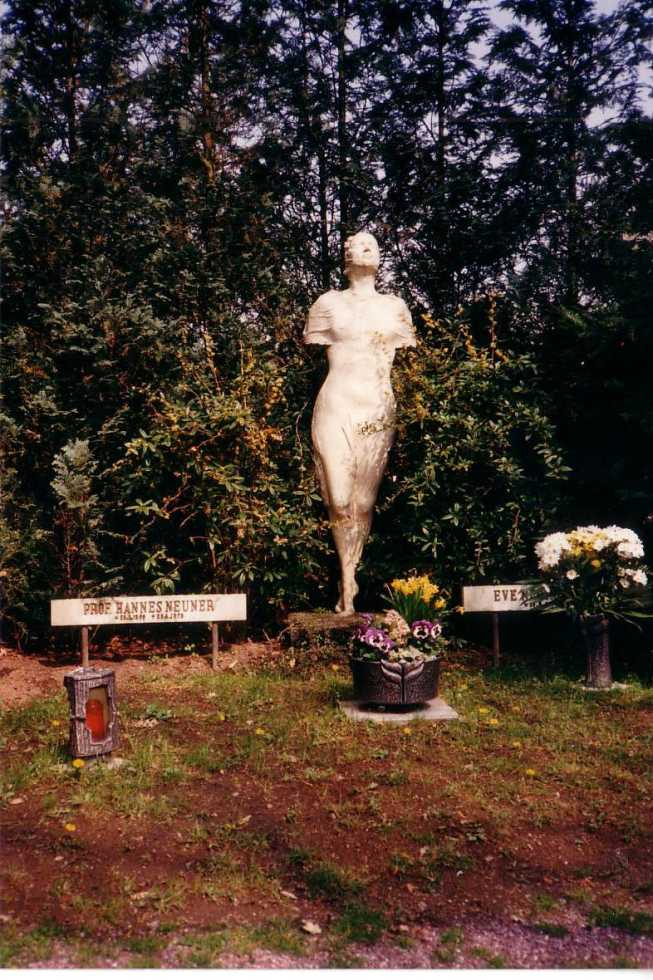
Ehrengrab im Aschaffenburger Waldfriedhof

An der großen, 1968 vom Württembergischen Kunstverein Stuttgart ausgerichteten Ausstellung „50 Jahre Bauhaus“, die anschließend durch zahlreiche Städte der Welt wanderte, war Neuner ebenso beteiligt wie 1977 an der Stuttgarter Schau „Kunst im Stadtbild“, wo die monumentale Plexiglas-Plastik „Kosmos I – Hommage an Hans Kayser“ bis zu ihrer mutwilligen Beschädigung zu sehen war.  Das Bauhaus-Archiv in Berlin lieferte 1973 mit der von Hans Maria Wingler organisierten Ausstellung „Hannes Neuner und seine Grundlehre: eine Weiterentwicklung des Bauhaus-Vorkurses“ einen Überblick über das pädagogische Schaffen insbesondere der Jahre 1953 bis 1967. Die Ausstellung, die von Max Bense eröffnet wurde, zeigte 120 Originale und Fotografien von Hannes Neuner und seinen Schülern, zahlreiche plastische Arbeiten und als Leihgabe die Plexiglas-Kugel „Kosmos I – Hommage an Hans Kayser“. Im März 1974 zeigte das Institut für Neue Technische Form in Darmstadt Neuners Grundlehre-Bilanz, zu deren Eröffnung wiederum Max Bense sprach.
1976 wurde Hannes Neuner aus Anlass seines siebzigsten Geburtstags zum Ehrenmitglied der Staatlichen Akademie der Bildenden Künste in Stuttgart ernannt, im darauffolgenden Jahr erhielt er das Bundesverdienstkreuz 1. Klasse.
1978 ging „ein Leben voller Pflichterfüllung als leidenschaftlicher Künstler und Pädagoge still zu Ende“. Hannes Neuner, ein berühmter und geehrter Sohn Aschaffenburgs, fand seine letzte Ruhestätte in seiner Heimat, die Urne wurde auf dem Aschaffenburger Waldfriedhof in einem Ehrengrab beigesetzt. Seine Frau Eve Neuner-Kayser, die nach 1945 in zahlreichen Ausstellungen als Malerin in Erscheinung getreten und ebenso wie Hannes Neuner Mitglied der 1957 gegründeten Neuen Gruppe Saar geworden war, ist ebenfalls dort beigesetzt.
Zu den bekannteren Schülern seiner Saarbrücker und Stuttgarter Zeit zählen Kilian Breier, Manfred Güthler, Siegfried Pollack, Herbert Strässer (Saarbrücken); Wolfgang Bier, Hans Brög, Eckard Hauser, Wolfgang Kermer, Gerd Neisser, Gunther Stilling (Stuttgart).